# Логойский кратер
Лого́йский кра́тер (также: Лого́йская астробле́ма) — ударный кратер с центром в районе деревни Малиновка Гайненского сельсовета Логойского района Минской области Белоруссии, образовавшийся около 42,3 ± 1,1 млн лет назад, при падении астероида радиусом приблизительно 650 м, объёмом около 1,150 млрд. м³, массой — около 9,201 трлн. кг, двигавшегося со скоростью до 18 км/с. При взрыве астероида выделилась энергия до 1,49 ЗеттаДж = 356 Гт ТНТ, что эквивалентно взрыву примерно 25 млн бомб, сброшенных на Хиросиму. Координаты центра кратера: 54°12′ с. ш. 27°48′ в. д.. Диаметр кратера (на момент образования) — приблизительно 15—17 км, глубина — до 1000 м. В настоящее время кратер полностью скрыт под толщами ледниковых отложений четвертичного периода мощностью до 800–200 м, верхние края кратера срезаны ледником, за счёт чего его нынешний диаметр не превышает 9 км. Обнаружен в 1973 году, случайно, при бурении скважины, в районе д. Кузевичи, во время рядовой геологической съёмки. Впоследствии кратер был детально исследован в 1979—1984 годах, — было пробурено около 30 скважин глубиной до 300—500 м и одна — 1254 м.

## Интересные факты
В период интенсивного исследования кратера рядом геологов было высказано предположение о том, что в кратере могут присутствовать алмазы ювелирных или тезаврационных размеров — более 0,03 кар, образовавшиеся в момент взрыва под воздействием колоссальных температур и давления. На практике пока что это предположение не подтвердилось. Опыт получения «взрывных алмазов» в лабораторных и промышленных условия показывает, что они, как правило, очень маленькие (пылеобразные) и пригодны лишь для абразивов и напылений.